# Carl Helbling (Ökonom)
Carl Helbling (* 7. April 1932 in Rapperswil SG, Schweiz; † 14. Mai 2016 in Küsnacht) war ein Schweizer Ökonom und Wirtschaftsprüfer.

## Leben
Beim Studium an der Hochschule St. Gallen (heute Universität St. Gallen) absolvierte er 1957 das lic. oec. und 1960 den Dr. oec. 1973 wurde er an der Universität Zürich (betreut von  Karl Käfer) für Betriebswirtschaftslehre habilitiert. 1992 bis 2000 war er nebenamtlich ausserordentlicher Professor für Revisions- und Treuhandwesen an der Universität Zürich.
Ab 1957 war er bei der Schweiz. Treuhandgesellschaft in Zürich tätig. 1962 wurde er dipl. Bücherexperte (heute dipl. Wirtschaftsprüfer). Ab 1977 war er Mitglied der Geschäftsleitung bei der Schweiz. Treuhandgesellschaft, 1991–97 Vorsitzender der Geschäftsleitung der STG-Coopers&Lybrand. Er war Mitglied versch. Verwaltungs- und Stiftungsräte, darunter 1994–2003 Präs. des Verwaltungsrats der Schweiz. Treuhandgesellschaft und 1998–2001 Vorsitzender des Beirats der fusionierten PricewaterhouseCoopers.
Er verfasste zahlreiche Veröffentlichungen in den Bereichen Wirtschaftsprüfung, Unternehmensbewertung, Bilanzanalyse und Personalvorsorge sowie eine Familiengeschichte.

### Ehrungen
- Dr. Kausch-Preis 1984

## Werke
- Unternehmensbewertung und Steuern. IDW-Verlag, Düsseldorf 1974, zuletzt: 9. Auflage 1998, ISBN 978-3-8021-0790-0.
- Bilanz- und Erfolgsanalyse. Haupt, Bern – Stuttgart – Wien 1965, zuletzt: 10. Auflage 1997, ISBN 978-3-258-05626-5.